# ウィボー郡 (モンタナ州)
ウィボー郡（英: Wibaux County、 [ˈwiːboʊ] WEE-boh）は、アメリカ合衆国モンタナ州の東部に位置する郡である。2010年国勢調査での人口は1,017人であり、2000年の1,068人から4.8%減少した。郡庁所在地はウィボー（人口589人）であり、同郡で人口最大の自治体でもある。

## 歴史
ウィボー郡は、1914年にモンタナ州議会がドーソン郡、ファロン郡およびリッチランド郡から一部を分離して設立した。郡名は19世紀後半の大牧場主で、ダコタ準州との州境を越えたところに牧場があったセオドア・ルズベルト大統領の友人だったピエール・ウィボーに因んで名付けられた。伝説に拠れば、ウィボーのカウボーイがミンガスビルの町を取り囲んでいて町名をウィボー変える請願書に署名しなければ誰も町に出入りさせなかったとのことである。ウィボーが死んだとき、その灰はウィボーの西にある丘に撒かれた。今日、ピエール・ウィボーの彫像が丘の上に立っている。ウィボーにあるセントピーターズ教会はウィボーの名前を採って名付けられた。

## 地理
アメリカ合衆国国勢調査局に拠れば、郡域全面積は890平方マイル (2,305 km2)であり、このうち陸地は889平方マイル (2,302 km2)、水域は1平方マイル (3 km2)で水域率は0.09%である。

### 主要高規格道路
- 州間高速道路94号線
- アメリカ国道10号線（旧道）
- モンタナ州道7号線
- モンタナ州道261号線

### 隣接する郡
- リッチランド郡 – 北
- ドーソン郡 – 西
- プレーリー郡 – 西
- ファロン郡 – 南
- ゴールデンバレー郡 (ノースダコタ州) – 東
- マッケンジー郡 (ノースダコタ州) – 北東

### 国立保護地域
- ラメスター国立野生生物保護区

## 人口動態
以下は2000年国勢調査による人口統計データである。
| 基礎データ - 人口: 9,059人 - 世帯数: 421 世帯 - 家族数: 287 家族 - 人口密度: 0人/km2（0人/mi2） - 住居数: 587軒 - 住居密度: 0軒/km2（0軒/mi2） 人種別人口構成 - 白人: 98.03% - アフリカン・アメリカン: 0.19% - ネイティブ・アメリカン: 0.47% - アジア人: 0.19% - その他の人種: 0.28% - 混血: 0.84% - ヒスパニック・ラテン系: 0.37% 先祖による構成 - ドイツ系：32.4% - ノルウェー系：18.7% - ポーランド系：13.3% - イギリス系：6.7% - アイルランド系：6.4% 年齢別人口構成 - 18歳未満: 25.8% - 18-24歳: 5.8% - 25-44歳: 22.5% - 45-64歳: 24.3% - 65歳以上: 21.5% - 年齢の中央値: 42歳 - 性比（女性100人あたり男性の人口） - 総人口: 92.4 - 18歳以上: 92.2 | 世帯と家族（対世帯数） - 18歳未満の子供がいる: 29.2% - 結婚・同居している夫婦: 58.2% - 未婚・離婚・死別女性が世帯主: 5.9% - 非家族世帯: 31.8% - 単身世帯: 29.0% - 65歳以上の老人1人暮らし: 15.9% - 平均構成人数 - 世帯: 2.45人 - 家族: 3.02人 収入と家計 - 収入の中央値 - 世帯: 28,224米ドル - 家族: 34,265米ドル - 性別 - 男性: 22,750米ドル - 女性: 18,667米ドル - 人口1人あたり収入: 16,121米ドル - 貧困線以下 - 対人口: 15.3% - 対家族数: 8.6% - 18歳未満: 18.7% - 65歳以上: 12.6% |

## 都市と町

### 町
- ウィボー - 郡庁所在地

### その他の町
- イェーツ